# Kazimierz Ochęduszko
Kazimierz Albin Ochęduszko (ur. 1 marca 1904 w Lisku, zm. 7 lutego 1991) – polski inżynier mechanik, nauczyciel, specjalista od kół zębatych.

## Życiorys
Kazimierz Albin Ochęduszko urodził się 1 marca 1904 w Lisku. Pochodził z rodziny Ochęduszków, zamieszkującej w tym mieście. Był synem Marcelego i Gizeli z domu Ostruszko, nauczycieli tamtejszej szkoły powszechnej. Miał braci Stanisława (1899–1969, profesora termodynamik) i Mariana Antoniego (ur. 1901).
W 1922 zdał egzamin dojrzałości w Państwowym Gimnazjum Męskim im. Królowej Zofii w Sanoku (w jego klasie byli m.in. Józef Bogaczewicz, Maria Myćka-Kril, Edward Szwed, Julian Zawadowski). Uzyskał tytuł magistra i inżyniera mechanika. Po studiach był asystentem na Politechnice Lwowskiej. Po przeniesieniu do Warszawy pracował w tamtejszej fabryce obrabiarek, następnie w Państwowych Zakładów Inżynieryjnych, pełnił stanowiska kierownika różnych działów w zakładach przemysłowych. Równolegle pracował jako wykładowca w Wyższej Szkole Technicznej Budowy Maszyn i Elektrotechniki im. Wawelberga w Warszawie.
Podczas II wojny światowej w trakcie okupacji niemieckiej został aresztowany i był więziony na Pawiaku. Po odzyskaniu wolności schronił się u rodziny w Domaradzu, gdzie prowadził tajne nauczanie. Był jednym z inicjatorów powołania w 1944 miejscowego Prywatnego Gimnazjum Koedukacyjnego Zarządu Gminnego, działającego w tzw. „kamienicy Stacha”, gdzie na kursach uczył matematyki i fizyki, odszedł ze szkoły przed rokiem szkolnym 1945/1946
Po wojnie był profesorem Wieczorem Szkoły Inżynierskiej w Warszawie. Obok pracy zawodowej tworzył prace naukowe w dziedzinie techniki, był autorem ok. 70 publikacji. Wśród jego książek najobszerniejszą jest wydana w latach 1949–1955 trzytomowa praca dotycząca kół zębatych. Pisał także książki popularnonaukowe i artykuły naukowe i fachowe.
Był związany z Piastowem, gdzie zamieszkiwał w okresie PRL. Zmarł 7 lutego 1991. Jego żoną była Janina z domu Pietraszewska (zm. 1985), z którą miał troje dzieci, w tym córkę Teresę (ur. 1931, po mężu Matecka).

## Publikacje
- Obróbka metali i miernictwo warsztatowe w tablicach (1938)[10]
- Koła zębate w przystępnym zarysie (1947)[10]
- Koła zębate. T. 1. Konstrukcja[18]
- Koła zębate. T. 2. Wykonanie i montaż[19]
- Koła zębate. T. 3. Sprawdzanie[20]
- Mały poradnik mechanika (trzy wydania do 1958)[10]
- Mechanik - poradnik techniczny, T. 3 cz. 2/2. Obrabiarki skrawające. Dzieło zbiorowe (red. Władysław Gwiazdowski, Witold Szymanowski, 1959), opracowanie rozdziałów_
  - XIII. Obrabiarki do kół zębatych (współautor: Władysław Gwiazdowski)
  - XVII. Przyrządy obrabiarkowe (współautor: Władysław Gwiazdowski)
- Podzielnice uniwersalne i ich zastosowanie (1982)[21]